# Kroatische Streitkräfte
Die Streitkräfte der Republik Kroatien (kroatisch Oružane snage Republike Hrvatske) sind die verbundenen Streitkräfte Kroatiens und der ihnen angeschlossenen Organisationen und Strukturen. Umgangssprachlich werden die Streitkräfte meist als „Hrvatska vojska“ (Kroatische Armee) bezeichnet.
Seit April 2009 ist Kroatien Mitglied der NATO.

## Geschichte

### Kroatien- und Bosnienkrieg

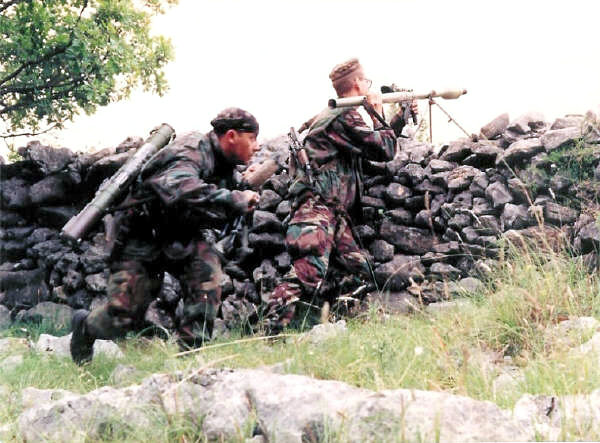
Kroatische Soldaten bereiten während der Schlacht um Miljevci (1992) den Angriff auf einen Panzer der Armee der Republik Serbische Krajina vor.

Während des Kroatienkrieges wurden die kroatischen Streitkräfte am 26. September 1991 überwiegend aus der Nationalgarde Kroatiens (Zbor narodne garde Republike Hrvatske, ZNG RH) gebildet. Daneben aber auch aus den überwiegend unbewaffneten Freiwilligen Jugendeinheiten (Dobrovoljački odredi Jugoslavije, DOJ) und dem Zivilschutz (Narodna zaštita, NZ).
Die kroatischen Streitkräfte waren während des Kroatien- und Bosnienkrieges unter anderem an den folgenden militärischen Einsätzen beteiligt:
- Schlacht um Vukovar (1991)
- Belagerung von Dubrovnik (1991–1992)
- Operation Maslenica (1993)
- Operation Bljesak (1995)
- Operation Oluja (1995)
- Operation Maestral (1995)

### Gegenwart

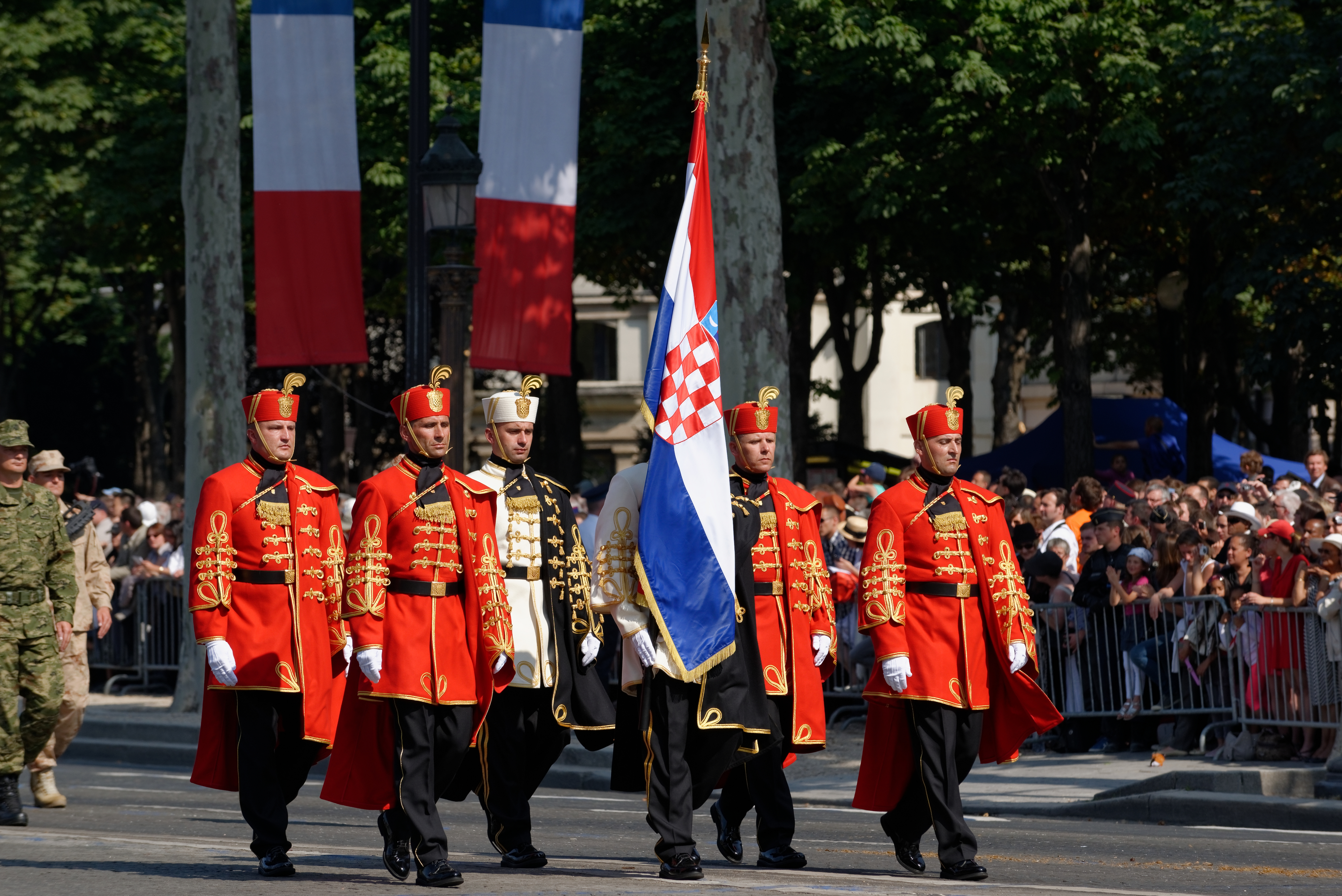
Ehrengarde der kroatischen Streitkräfte am französischen Nationalfeiertag in Paris (2013)

Die kroatischen Streitkräfte befinden sich momentan in einem Prozess der Umwandlung und Modernisierung. Dazu zählt auch die Erfüllung der NATO-Standards. Um dies zu erreichen, wurden bis zum Jahr 2015 insgesamt über 15 Milliarden Kuna (etwa 2,1 Milliarden Euro) in das Militär investiert, um die Modernisierung der Streitkräfte zu gewährleisten.
Die wichtigsten und größten Projekte hierbei waren die Beschaffung von 126 modernen Radpanzern (Entscheidung ist am 3. August 2007 für den finnischen AMV Patria gefallen), die Modernisierung aller verbliebenen Kampfpanzer auf das Niveau M84D (bis auf den Turm M-95-Degman-Niveau), die Beschaffung von modernen Jagdflugzeugen und 10 Hubschraubern (Mil-Mi17), Beschaffung von 50.000 neuen Sturmgewehren im NATO-Kaliber sowie mehreren Schiffen und Schnellbooten für die Marine. Nach der Ausmusterung älterer oder nicht mehr benötigter Waffensysteme erfolgt die Modernisierung aller verbleibenden Waffensysteme und Einrichtungen.
Es wird inzwischen das neue Sturmgewehr HS Produkt VHS beschafft. 126 Einheiten des Patria AMV wurden zwischen 2008 und 2020 in Dienst gestellt. Am 2. Oktober 2023 haben die kroatischen Luftstreitkräfte während einer offiziellen Veranstaltung auf dem Fliegerhorst in Mont-de-Marsan ihr erstes Exemplar der Dassault Rafale übernommen.
Zum Prozess der Umwandlung gehörten die Abschaffung der Wehrpflicht von 2008 und die Errichtung einer professionellen Einsatztruppe und einer Freiwilligen-Armee. Etwa 800 Soldaten sollen an internationalen Friedensmissionen ständig beteiligt werden (Partnerschaft für den Frieden).
Große Mengen an schweren Waffen wie Panzern und schwerer Artillerie werden ausgemustert und die Armee von der bisherigen Territorialverteidigung auf moderne, mobile und schnelle Einheiten umgestellt.

### Auslandseinsätze

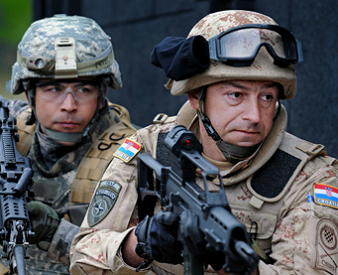
Kroatischer Soldat und US-amerikanischer Nationalgardist im Training für den Einsatz in Afghanistan

Kroatische Truppen waren bereits seit November 2003 Teil der Internationalen Sicherheitsunterstützungstruppe in Afghanistan (ISAF), unter der Leitung der NATO (Bildung eines regionalen Aufbauteams für den Handel der Stadt Kunduz und Demilitarisierungsprogramme).
Die kroatischen Streitkräfte wurden auch zu friedenserhaltenden und -sichernden Maßnahmen im Rahmen der Vereinten Nationen eingesetzt:
- UNAMSIL in Sierra Leone (UNAMSIL – United Nations Assistance Mission to Sierra Leone)
- MINURSO in der Westsahara (MINURSO – United Nations Mission for the Referendum in Western Sahara)
- UNMOGIP in Indien und Pakistan (UNMOGIP – United Nations military observer group in India and Pakistan)
- UNMEE in Äthiopien und Eritrea (UNMEE – United Nations mission in Ethiopia and Eritrea)

## Organisation und Struktur

### Oberbefehl

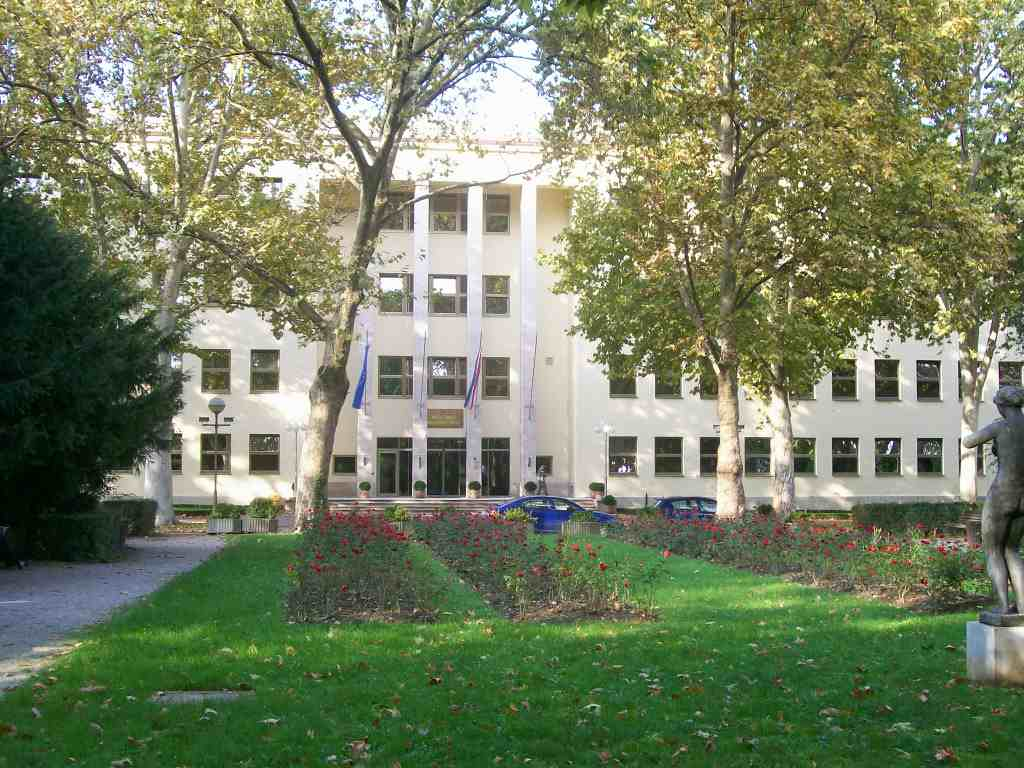
Ministarstvo obrane Republike Hrvatske (Verteidigungsministerium) in Zagreb

Reihenfolge der Oberbefehlshaber sämtlicher kroatischer militärischer Streitkräfte:
1. Präsident der Republik Kroatien
2. Minister für Verteidigung
3. Stellvertreter des Ministers für Verteidigung
4. Generalstabschef
5. Generalinspekteur der Kroatischen Armee
6. Stellvertreter des Generalstabschefs
7. Generalinspekteure der einzelnen Truppenteile (Heer, Luftstreitkräfte und Marine)
8. Oberbefehlshaber der einzelnen Militärdistrikte

### Teilstreitkräfte

#### Heer

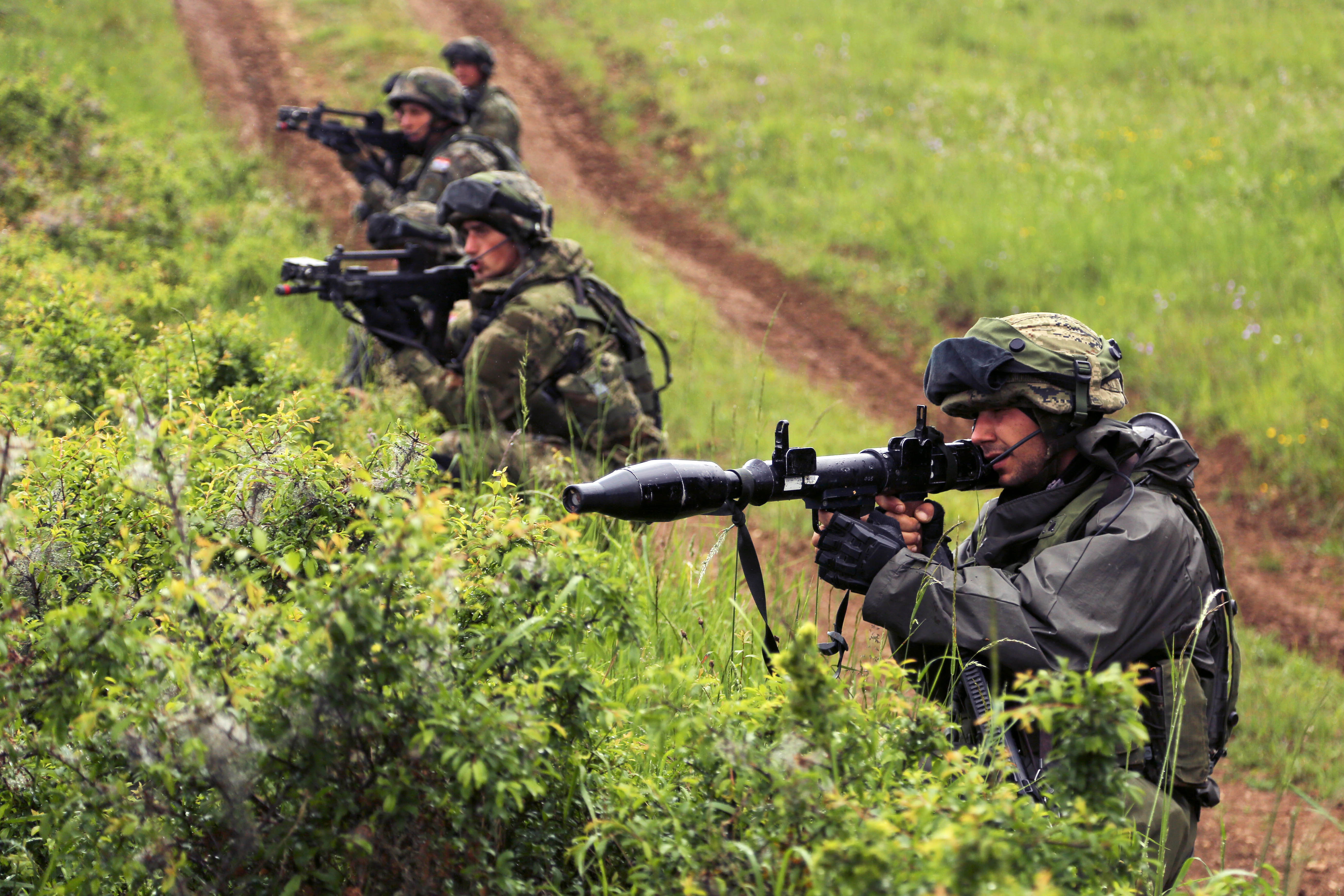
Kroatische Soldaten während einer Übung im U.S. Army JMRC in Hohenfels, Deutschland

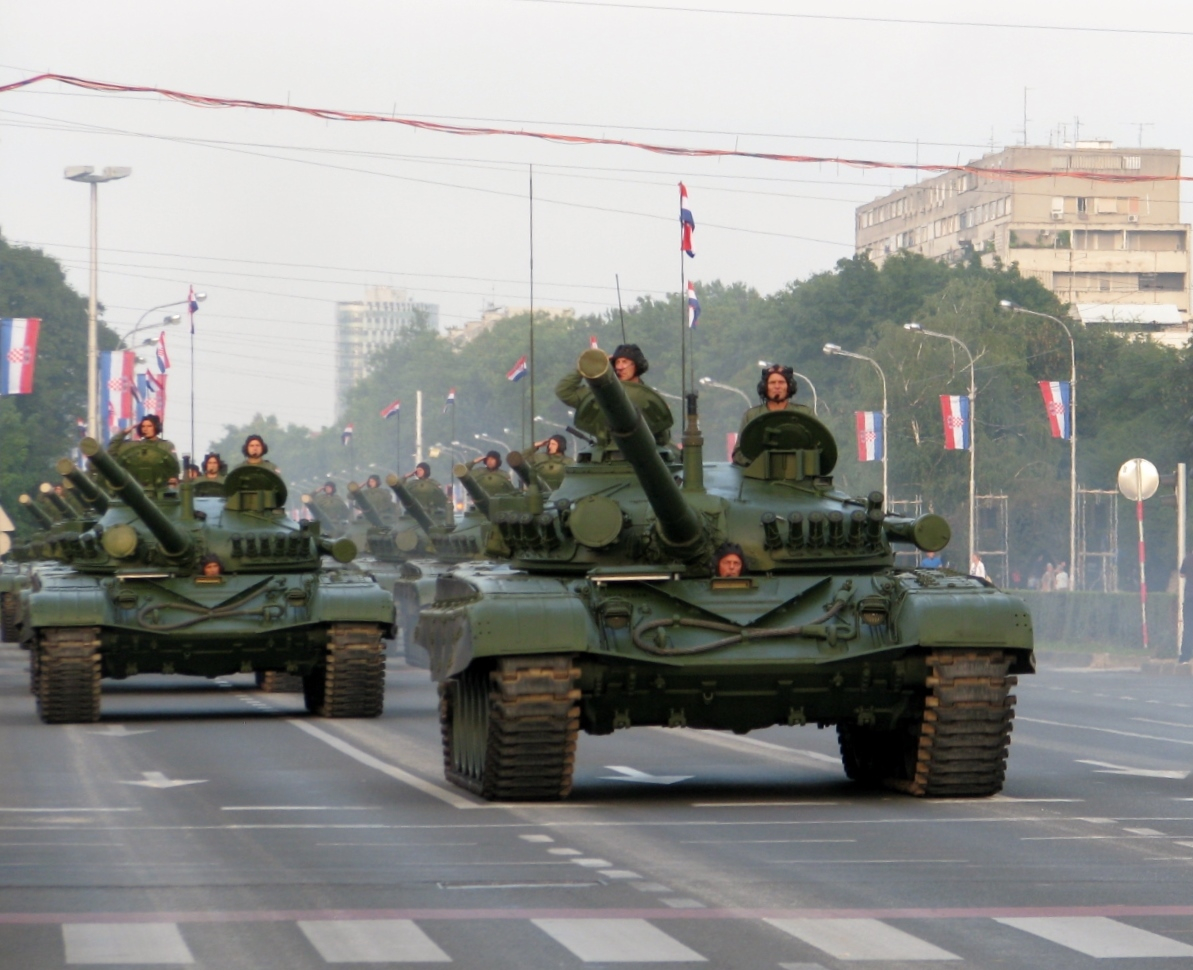
M-84-Kampfpanzer während einer Parade

Das kroatische Heer (Hrvatska kopnena vojska, kurz HKoV) umfasst derzeit rund 11.100 Soldaten.
Ausgerüstet ist es mit 75 Panzern vom Typ M-84 A1-A4. Derzeit läuft deren Modernisierungsprogramm auf das Niveau des Prototyps Degman II unter der Bezeichnung M84D. Dazu kommen 460 gepanzerte Fahrzeuge und Schützenpanzer, ca. 20 Artilleriegeschütze Kaliber 122 mm, ca. 27 Raketenwerfer Kal. 122 mm, Panzerabwehrraketen der Typen Maljutka, Metis, Konkurs und Fagot und ca. 100 Granatwerfer Kal. 82 – 120 mm.
Die Formationen des Heeres entsprechen folgender Gliederung:
- 1 Desetina (Trupp) ca. 10 – 15 Mann (Pl. Desetine)
- 1 Vod (Zug) entspricht 3–4 Desetina ca. 50 – 60 Mann (Pl. Vodovi)
- 1 Satnija (Kompanie) entspricht 3–4 Vod ca. 200 – 250 Mann (Pl. Satnije)
- 1 Bojna (Bataillon) entspricht 3–4 Satnija ca. 500 – 600 Mann (Pl. Bojne)
- 1 Pukovnija (Regiment) entspricht 1–2 Bojna ca. 800 – 1200 Mann (Pl. Pukovnije)
- 1 Brigada (Brigade) entspricht 3–5 Bojna (2000 – 5000 Mann) (Pl. Brigade)
- 1 Zborno Područje (Korps), ein Korpsdistrikt setzt sich aus mehreren Brigaden oder Regimentern zusammen und ist nach einem größeren Ort benannt, z. B.: Zborno Područje Split (ab 5000 Mann) (Pl. Zborovi)

#### Luftstreitkräfte und Luftabwehr

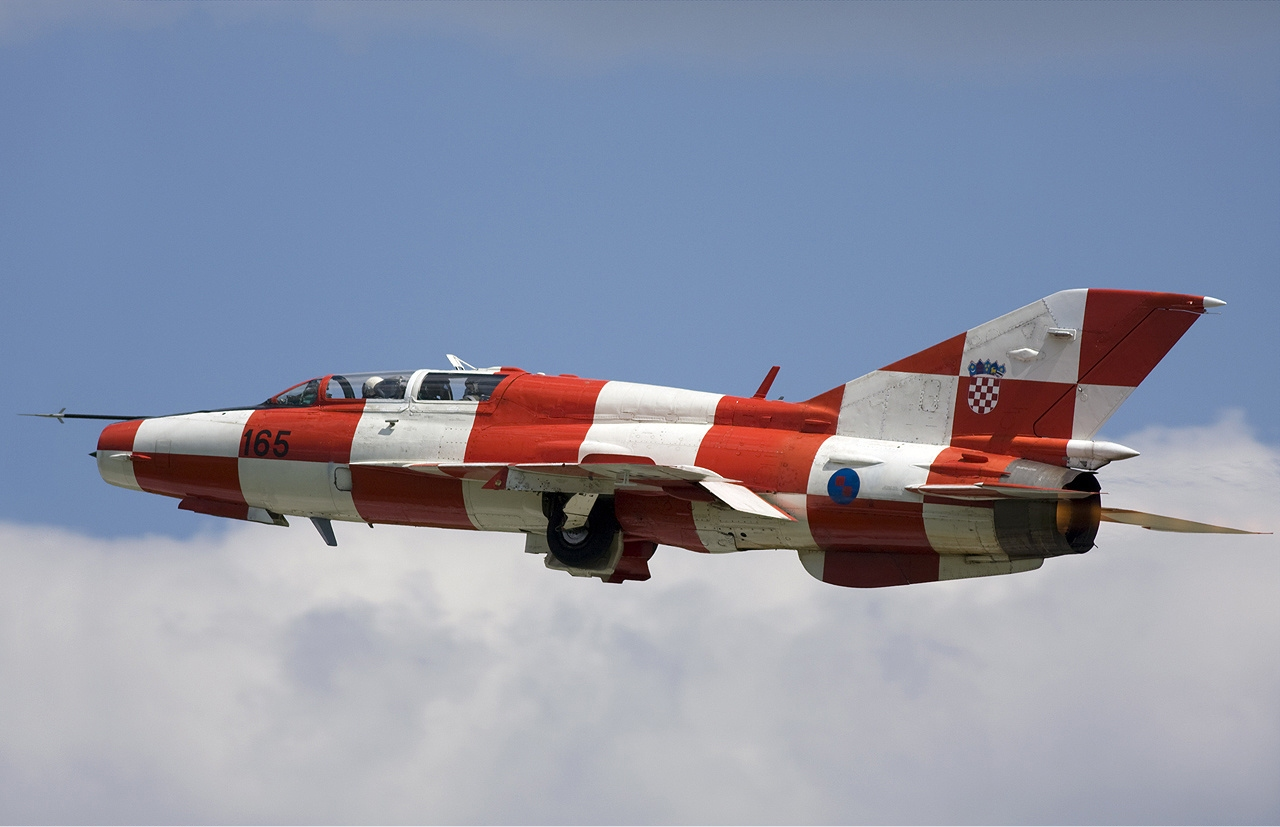
Kroatische MiG-21UMD „Mongol“, genannt kockica (Würfel)

Die kroatischen Luftstreitkräfte und Luftabwehr (Hrvatsko ratno zrakoplovstvo i protuzračna obrana, kurz HRZiPZO) sind 2300 Mann stark.
Die Luftstreitkräfte besitzen 12 Kampf-, 20 Trainings- und 10 Transportflugzeuge sowie 45 Transport-, Schulungs- und Kampfhubschrauber. In den nächsten Jahren sollen 12 Dassault Rafale zulaufen, die die aktuell verwendeten MiG 21-Kampfflugzeuge ersetzen sollen.
Die den Luftstreitkräften unterstellte Luftabwehr verfügt über etwa 300 Flugabwehrgeschütze und Flakpanzer im Kaliber 20–57 mm und etwa 400 tragbare Luftabwehrsysteme der Typen Strela-10 und Igla.
Hauptstützpunkte sind die beiden Militärbasen auf den Flughäfen Zagreb und Zadar. Weitere Einrichtungen befinden sich auf dem Flughafen Pula, dem Flugplatz Zagreb/Lučko und dem Flughafen Split.

#### Kriegsmarine

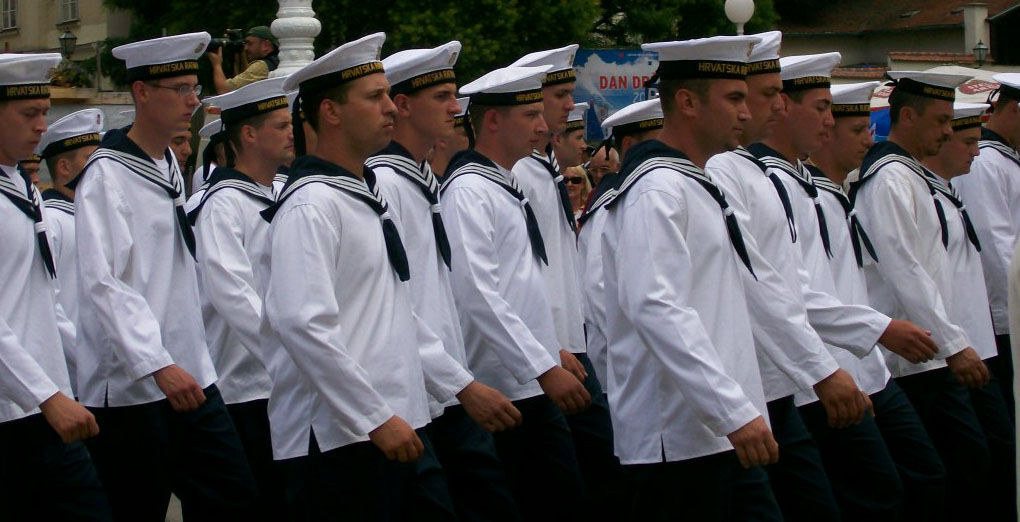
Soldaten der Kroatischen Kriegsmarine am Staatsfeiertag

Die kroatische Kriegsmarine (Hrvatska ratna mornarica, kurz HRM) und Küstenverteidigung verfügt über 2.500 Mann. Darunter sind Marineinfanteristen und Kampftaucher.
Die Marine verfügt über fünf Raketenschnellboote und rund 25 Torpedoschnellboote, Patrouillen- und Versorgungsschiffe sowie drei weitreichende mobile Batterien mit Anti-Schiffsraketen.
Die wichtigste Basis ist der Marinestützpunkt „Lora“ bei Split.
Eine zivile Abteilung der Marine ist die Kroatische Küstenwache.

### Personalstruktur und Wehrpflicht
Gestaffelt nach Reaktionszeit, Bedrohungsgrad und Alarmbereitschaft verfügt die kroatische Armee des Weiteren bis zu ca. 110.000 Reservisten.
Der Wehrdienst wurde seit 2003 auf sechs Monate verkürzt (alternativ acht Monate Zivildienst). Am 1. Januar 2008 wurde mit einem Beschluss der Regierung die allgemeine Wehrpflicht suspendiert. Formal besteht die Wehrpflicht noch immer fort.
Die meisten Probleme gilt es dabei bei der Altersstruktur der Heeresdiener zu bewältigen. Eine Vielzahl an Mitgliedern der kroatischen Armee wurde bereits entlassen oder in die Frühpension geschickt, was zu Unmut in der Bevölkerung führte, da viele Soldaten im Kroatienkrieg gedient haben und nun oft nicht leicht zu einem geregelten Einkommen gelangen. Dennoch wurde strikt an einer Verjüngung und Professionalisierung festgehalten. Veteranenverbände und auch die Regierung waren zunehmend bemüht, Rückführ- und Beschäftigungsprogramme für Militärausscheider voranzutreiben.

## Ausrüstung

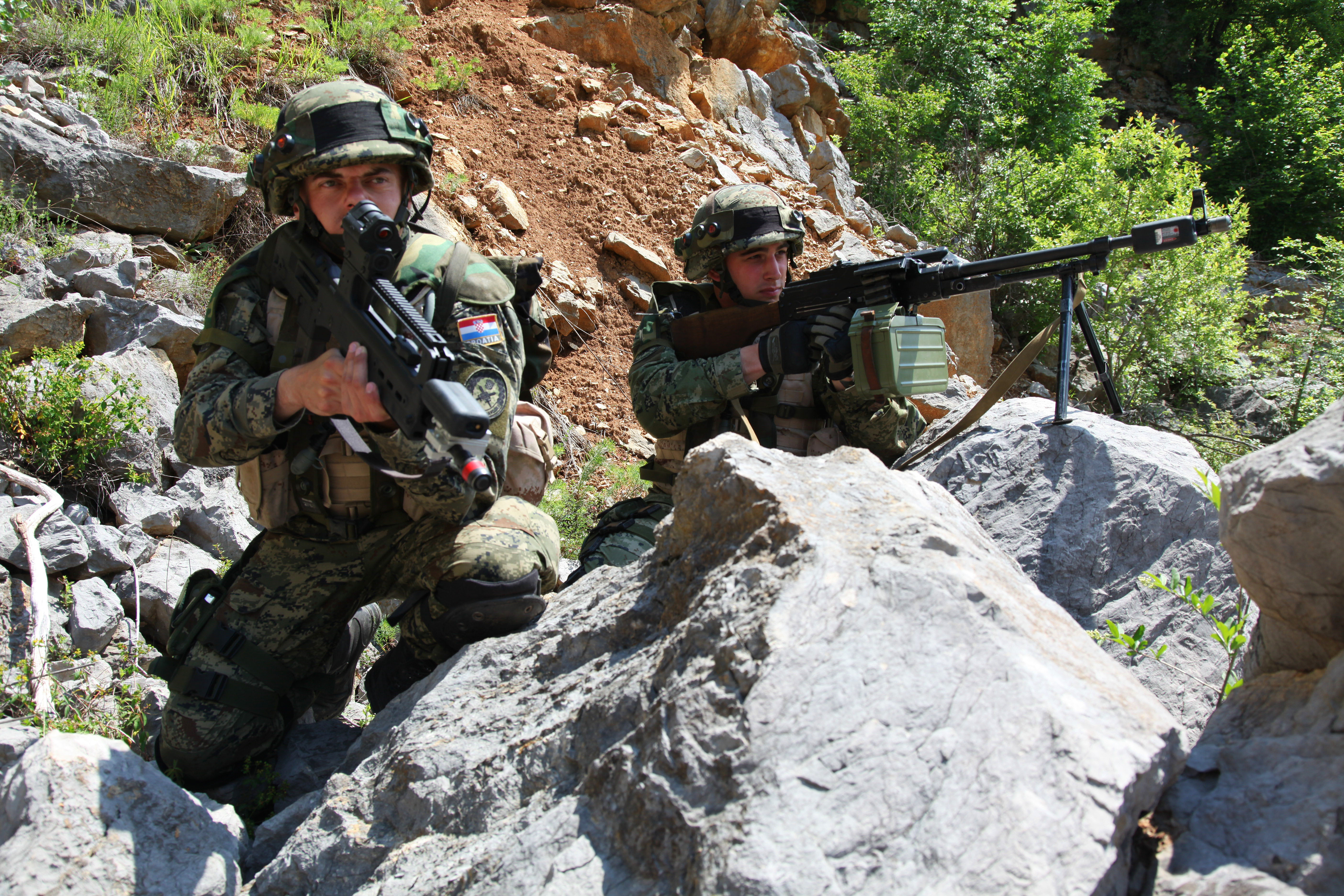
Kroatische Soldaten der 1. Gardebrigade „Tiger“ im Karst während eines Manövers auf dem Truppenübungsplatz „Eugen Kvaternik“ (2012).

Der Großteil der Waffensysteme, der Bewaffnung sowie Ausrüstung der kroatischen Armee stammt aus russischer und sowjetischer Produktion, Beutewaffen aus dem Kroatienkrieg, Importen aus zahlreichen Ländern und von vielen unterschiedlichen Herstellern, als Folge des damals geltenden Waffenembargos, sowie von der ehemaligen jugoslawischen Rüstungsindustrie.
Seit dem Jahr 2000 befindet sich die Armee im Transformationsprozess, der Umstellung und Anpassung an NATO-Standards. Die Armee wurde verkleinert, professionalisiert und modernisiert und immer mehr Waffensysteme wurden durch moderne westliche Systeme ersetzt oder ergänzt.
Die kroatische Rüstungsindustrie beschäftigte rund 20.000 Menschen, die eine große Palette an Kleinwaffen, Ersatzteilen, Ausrüstung, Zubehör und Munition sowohl für die kroatischen Streitkräfte, wie auch für den Export herstellten, darunter einige der anschließend genannten Produkte.
Die kroatische Armee verwendet eine Mini-Maschinenpistole aus eigener Produktion, ähnlich der israelischen „Uzi“. Diese trägt den Namen „Ero“.
Die Pistole Hrvatski samokres (HS2000) (übersetzt in etwa: kroatische Selbstfeuerwaffe) der Firma IM Metal aus Ozalj nahe Karlovac ist die Pistole der kroatischen Militärpolizei im Kontingent der ISAF. Die Waffe wird auch von der New Yorker Polizei (NYPD) und dem Federal Bureau of Investigation (FBI) unter der Bezeichnung Springfield XD verwendet. Sie wurde auch im Testverfahren für die neue Dienstpistole der US Army getestet und erfreut sich dank ihres guten Preis-Leistungs-Verhältnisses und der hohen Qualität weltweit zunehmender Beliebtheit, neben der Polizei und dem Militär auch im Sportschützenbereich.
Weitere Eigenentwicklungen sind das schwere taktische Scharfschützengewehr RT-20 im Kaliber 20 mm, der halbautomatische 40-mm-Granatwerfer RBG 6, der fortgesetzte Bau des modifizierten Panzers M-84A4 sowie dessen Weiterentwicklung im Prototyp Degman II u. v. m.
Nahezu alle Schiffe und Waffensysteme der Marine werden in Kroatien selbst gebaut, nicht zuletzt wegen der großen Schiffbaukapazitäten entlang der Adriaküste.
In Kroatien soll bald das erste europäische Servicecenter für Schutzmasken in Betrieb gehen, in dem Service, Design und die Produktion von Schutzmasken in Zusammenarbeit mit finnischen Experten verwirklicht werden.
Auch andere Zubehörteile der kroatischen Armee werden von einheimischen Betrieben hergestellt. (z. B. multifunktionelle Kevlar-Helme, Schutzwesten, Rucksäcke, Jacken, Schuhe etc.). Einige Produkte werden weltweit exportiert. In Slawonien werden von der Firma Đuro Đaković Panzer hergestellt (M-84-A4 und Degman-II).
Am 3. August 2007 beschloss die kroatische Regierung, beim finnischen Hersteller Patria 84 Radpanzer (Patria AMV) in der Konfiguration 8×8 zu kaufen. 
Im Dezember 2008 kaufte sie weitere 42 Radpanzer.

## Dienstgrade

### Heer sowie Luftstreitkräfte und Luftabwehr
| Dienstgrade für Generäle               | Dienstgrade für Generäle           | Dienstgrade für Generäle                                                  | Dienstgrade für Generäle     | Dienstgrade für Generäle              | Dienstgrade für Generäle |
| -------------------------------------- | ---------------------------------- | ------------------------------------------------------------------------- | ---------------------------- | ------------------------------------- | --- |
|                                        |                                    |                                                                           |                              |                                       | Anmerkung: Die 5 Sterne Dienstgrade (OF-10) werden ausschließlich zu Kriegszeiten vergeben. Nur dem Generalstabschef wird der vierte Stern (General oder Admiral) vergeben. |
| Brigadni General (Brigadegeneral OF-6) | General Bojnik (Generalmajor OF-7) | General Pukovnik (Generalleutnant OF-8 direkte Übersetzung Generaloberst) | General Zbora (General OF-9) | Stožerni General (Armeegeneral OF-10) | |
| Dienstgrade für Offiziere              |                                    |                                                                           |                              |                                       | |
|                                        |                                    |                                                                           |                              |                                       | |
| Poručnik (Leutnant OF-1A)              | Natporučnik (Oberleutnant OF-1B)   | Satnik (Hauptmann OF-2)                                                   | Bojnik (Major OF-3)          | Pukovnik (Oberstleutnant OF-4)        | Brigadir (Oberst OF-5) |
| Dienstgrade für Unteroffiziere         |                                    |                                                                           |                              |                                       | |
|                                        |                                    |                                                                           |                              |                                       | |
| Skupnik (Unteroffizier)                | Desetnik (Stabsunteroffizier)      | Narednik (Feldwebel)                                                      | Nadnarednik (Oberfeldwebel)  | Stožerni Narednik (Hauptfeldwebel)    | Časnički Namjesnik (Stabsfeldwebel) |
| Dienstgrade für Mannschaften           |                                    |                                                                           |                              |                                       | |
|                                        |                                    |                                                                           |                              |                                       | |
| Pozornik (Obergefreiter)               | Razvodnik (Hauptgefreiter)         |                                                                           |                              |                                       | |

### Kriegsmarine
| Dienstgrade für Admiräle                   | Dienstgrade für Admiräle                   | Dienstgrade für Admiräle                           | Dienstgrade für Admiräle                | Dienstgrade für Admiräle                | Dienstgrade für Admiräle |
| ------------------------------------------ | ------------------------------------------ | -------------------------------------------------- | --------------------------------------- | --------------------------------------- | --- |
|                                            |                                            |                                                    |                                         |                                         | Anmerkung: Die 5 Sterne Dienstgrade (OF-10) werden ausschließlich zu Kriegszeiten vergeben. Nur dem Generalstabschef wird der vierte Stern (General oder Admiral) vergeben. |
| Komodor (Kommodore OF-6)                   | Kontraadmiral (Konteradmiral OF-7)         | Viceadmiral (Vizeadmiral OF-8)                     | Admiral (Admiral OF-9)                  | Admiral Flote (Flottenadmiral OF-10)    | |
| Dienstgrade für Offiziere                  |                                            |                                                    |                                         |                                         | |
|                                            |                                            |                                                    |                                         |                                         | |
| Poručnik Korvete (Korvettenleutnant OF-1A) | Poručnik Fregate (Fregattenleutnant OF-1B) | Poručnik Bojnog Broda (Linienschiffsleutnant OF-2) | Kapetan Korvete (Korvettenkapitän OF-3) | Kapetan Fregate (Fregattenkapitän OF-4) | Kapetan Bojnog Broda (Linienschiffskapitän OF-5) |
| Dienstgrade für Unteroffiziere             |                                            |                                                    |                                         |                                         | |
|                                            |                                            |                                                    |                                         |                                         | |
| Skupnik (Bootsmann)                        | Desetnik (Oberbootsmann)                   | Narednik (Hauptbootsmann)                          | Nadnarednik (Oberfähnrich zur See)      | Stožerni Narednik (Stabsbootsmann)      | Časnički Namjesnik (Oberstabsbootsmann) |
| Dienstgrade für Mannschaften               |                                            |                                                    |                                         |                                         | |
|                                            |                                            |                                                    |                                         |                                         | |
| Pozornik (Obergefreiter)                   | Razvodnik (Hauptgefreiter)                 |                                                    |                                         |                                         | |

## Flaggen

Kriegsmarine
Marineflagge
Flottenadmirals-Flagge